# Ocoee
Ocoee è una città degli Stati Uniti d'America situata in Florida, nella Contea di Orange.